# 哈巴谷書
《哈巴谷书》（希伯來語：‎）是圣经全书的第35本书，是先知哈巴谷所写的预言书。本书也是十二先知书之一。此篇作者哈巴谷紀錄下與神討論了他內心的疑惑，同時神先藉著迦勒底人對以色列施行公義的審判，然後又藉著列國對迦勒底人施行公義的審判，來向子民展示祂的力量。

## 关于作者
在希伯來文聖經裏，哈巴谷是另一位“小”先知。哈巴谷書的頭一句便説：“先知哈巴谷所得的默示。”（哈巴谷书1:1）哈巴谷──名字的意思是“熱烈的擁抱”。書中並沒有提供有關哈巴谷的出身、所屬的支派、生活境況或死亡等資料。雖然預言者在書的結語裏留下一點提示：“這歌交與伶長”，卻不能够肯定他是否聖殿裏的一位利未歌手。

## 写作时间和背景
哈巴谷书的結語及“耶和華在祂的聖殿中”這句話表示當時耶路撒冷的聖殿仍然屹立。（哈巴谷书2:20）這點連同預言的內容，顯示這些信息是在公元前607年前不久發出的。但在此之前多少年呢？預言必定是在敬畏上帝的約西亞於公元前640–609年作王統治之後發出的。預言本身透露了若干線索，它把一活動預告出來；即使這項活動與猶大的百姓有關，他們也不肯相信。這項活動是什麼？就是上帝興起迦勒底人（巴比倫人）去懲罰沒有信心的猶大。（哈巴谷书1:5-6）這件事跟崇拜偶像的約雅敬王統治早期的情形相當吻合，那時不信上帝和不公平的情況在猶大十分普遍。法老尼哥立約雅敬為王，於是猶大國開始受埃及所控制。在這樣的環境之下，百姓滿以為自己絕無受巴比倫侵略之虞。但於公元前605年，尼布甲尼撒在迦基米施一役中大敗法老尼哥，一舉瓦解了埃及的勢力。因此，哈巴谷的預言必然是在事情發生之前講出來的。這樣，説預言的時間便指向約雅敬在位（公元前609–？）的早期，而哈巴谷則成為與耶利米同時代的預言者。

## 主題特色
- 本书虽然属于小先知书，但對上帝的子民來説，他所接獲的異象和發出的判決信息的重要性卻絶不“小”。他的預言能够扶持上帝的僕人抵受艱辛，對他們深具鼓勵和强化作用。這本書强調兩項重要真理：上帝是全宇宙的至高統治主；義人必因信得生。這本書也是為了警告上帝僕人的反對者及那些自稱事奉上帝的偽君子而寫的。在配受歌頌讚美的上帝面前，培養堅强的信心方面，這本書給立下一個楷模。
- 哈巴谷可說是先知中的約伯，二者同是探討受苦這問題，不過約伯針對的困惑是個人的受苦，而哈巴谷關注的乃是國家的問題。先前，先知不明白上帝為何利用更兇暴的巴比倫人來懲治祂的百姓。
- 在探討過程中，哈巴谷與上帝對話，把他的疑問提出來。本書的方式不像其他先知書只重上帝對百姓說話，而是包括作者對上帝的許多申訴和呼籲。文中有三種不同的體裁──1:2-2:3是對話，討論上帝的公義；三章是詩歌；2:4-20節是一連串對惡人（巴比倫人）的指責。
- 作者不獨文筆優美，而且處處顯出他對本國百姓的愛護和關懷。他對上帝的質疑不是由於自恃，而是出自熱忱，要維護上帝的聖潔和公正。在短短的三章經文裡，作者充分地表明上帝的偉大，掌權和公義，以及自己對祂的敬畏和倚賴。在與上帝對話中，先知的質疑變成了歌頌，哀求變成了歡呼。

## 本書大纲
1. 標題（1章1節）
2. 哈巴谷的第一個問題：神為何讓惡人得勢？（1:2-4）
3. 神首次的回答：神將藉迦勒底人懲罰猶大（1:5-11）
4. 哈巴谷的第二個問題：神為何讓惡人懲罰比他公義的人？（1:12-17）
5. 神第二次的回答：迦勒底人也將受罰（2:1-4）
6. 迦勒底人的五禍（2:5-20）
7. 哈巴谷的祈禱與頌讚（3:1-19）

## 主要内容
哈巴谷書分為三章。頭兩章是執筆者與耶和華之間的對話，一方面論及迦勒底人的勢力，同時指出巴比倫帝國增添不屬自己的財物，為本家積聚不義之財，以人血建城及崇拜雕刻的偶像，因此必自招滅亡。第三章描述耶和華在大日子的爭戰時所顯的威榮。這章的寫作風格慷慨激昂，生動有力。它是一篇以輓歌為體裁的禱告且被譽為“希伯來詩歌中最優美壯麗的作品之一”。

### 預言者呼求耶和華
（覆盖哈巴谷书1:1-2:1）猶大地充滿不信的惡行，這一切事令哈巴谷滿腹疑團。“耶和華啊！我呼求祢，祢不應允，要到幾時呢？”他問道：“你為何使⋯⋯毁滅和强暴在我面前？”（哈巴谷书1:2-3）法紀鬆弛，惡人圍困義人，公理顛倒。有鑑於此，耶和華必施行奇事，以致“雖有人告訴他們，他們總是不信”。事實上，祂要“興起迦勒底人”！耶和華那描述這個殘暴國家的異象確實駭人聽聞。這一切事都必迅速發生。這個國家慣行强暴，將擄掠的人聚集，“多如塵沙”。（哈巴谷书1章5節、6節及9節）它訕笑君王，嘲笑首領。它無堅不摧，攻取堡壘。這一切都是為了執行“聖者”耶和華的審判和刑罰。（哈巴谷书1:12）哈巴谷耐心等候上帝發言。

### 五禍的異象
（覆盖哈巴谷书2:2-20）耶和華回答説：“將這默示明明地寫在版上。”雖然事情看來遲延，至終必然成就。耶和華以這句話安慰哈巴谷：“唯義人因信得生。”（哈巴谷书2:2-4）狂妄自大的仇敵即使把萬國萬民都招聚到自己手下，他的惡謀也必不得逞。事實上，他所招聚的人必親自提説攻擊他的五禍：
- “禍哉！迦勒底人，你增添不屬自己的財物。”他自己必被擄掠。他會被搶奪，“因他⋯⋯殺人流血，向⋯⋯城中一切居民施行强暴。”（哈巴谷书2:6-8）
- “為本家積蓄不義之財⋯⋯的有禍了！”由於他剪除多國的民，以致牆裏的石頭，房內的棟梁也必呼叫。（哈巴谷书2:9）
- 耶和華宣告説：“以人血建城⋯⋯的有禍了！”他百姓勞碌得來的必被火焚燒，化為烏有。“認識耶和華榮耀的知識要充滿遍地，好像水充滿洋海一般。”（哈巴谷书2:12-14。）
- 「在怒中使同伴喝醉，好看見他下體的有禍了！」耶和華必使他喝他右手的杯，使他滿受羞辱，不得榮耀，“因他殺人流血，⋯⋯向⋯⋯城中一切居民施行强暴。”雕刻的偶像對造他的人有什麼益處呢？這些無用的神豈不是啞口無言嗎？（哈巴谷书2:15-17）
- “對木偶説：「醒起！」對啞巴石像説：「起來！那人有禍了！這個還能教訓人嗎？」耶和華卻與這些沒有生命的神截然不同，祂在聖殿中；全地的人都當在祂面前肅敬靜默。（哈巴谷书2：19，20）

### 耶和華在爭戰之日
（覆盖哈巴谷书3:1-19）哈巴谷在嚴肅的禱告裏生動地憶述耶和華大而可畏的作為。耶和華顯現時“榮光遮蔽諸天；頌讚充滿大地。”（哈巴谷书3:3）祂的榮光如同白晝，祂前面有瘟疫流行。祂站立，使大地震動；趕散萬民，使永久的山崩裂。耶和華如大能的戰士策馬揚鞭，坐在救恩的戰車上，弓箭全然顯露。大山深淵都震慄翻騰。日月都在本宮停住，在上帝大發烈怒，通行大地責打列國時，祂的箭射出發光，祂的槍閃出光芒。祂出來要拯救自己的百姓和受膏者，要露出惡人的根基，“直到頸項”。（哈巴谷书3:13）
預言者在異象中目睹耶和華在古時所顯的大能，也見到祂在未來震撼世界的活動，這令他感動不已。“我聽見耶和華的聲音，身體戰兢，嘴唇發顫，骨中朽爛；我在所立之處戰兢。我只可安靜等候災難之日臨到，犯境之民上來。”（哈巴谷书3:16）雖然如此，哈巴谷決心無論處境多麼艱難──無花果樹不發旺，葡萄樹不結果，圈中絶了羊──他仍會因耶和華而歡欣，因救他的上帝喜樂。最後他以這段話結束他的極樂之歌：“主耶和華是我的力量；祂使我的腳快如母鹿的蹄，又使我穩行在高處。”（哈巴谷书3:19）

## 基督新教觀點
使徒保羅體會到哈巴谷書在教導方面十分有益，因此他曾在三個不同的場合引用其中的第2章第4節。
- 他對羅馬的基督徒强調好消息是上帝的大能，為要拯救一切有信心的人，説：“因為上帝的義正在這福音上顯明出來；這義是本於信，以至於信。如經上所記：‘義人必因信得生。’”
- 在寫給加拉太人的信中，保羅强調祝福是藉着信心而獲致的，説：“沒有一個人靠着律法在上帝面前稱義，這是明顯的。因為經上説：‘義人必因信得生。’”
- 保羅也在寫給希伯來人的信中再度引用耶和華對哈巴谷所説的話，表明基督徒需要表現使人得救的活信心。

可是他不僅引用哈巴谷書“義人必因信得生”這句話，同時從希臘文《七十士譯本》引用了另一句話：“他若退後，我心裏就不喜歡他。”他總括説：我們是“有信心而得救的人”。
對今日需要力量的基督徒來説，哈巴谷書十分有益。這本書教導基督徒要依賴上帝。在警告别人留意上帝的判決方面，這本書也大有益處。他提出有力的警告：千萬不要以為上帝在執行判決方面會耽延；判決是“必然臨到”的。（哈巴谷书2:3）巴比倫毁滅猶大國的預言的確應驗了。不但如此，巴比倫本身也在公元前539年被米底亞人和波斯人所征服。為了警告當時的猶太人不要失去信心，使徒保羅決定引用哈巴谷書，説：“你們務要小心，免得先知書上所説的臨到你們。主説：你們這輕慢的人要觀看，要驚奇，要滅亡；因為在你們的時候，我行一件事，雖有人告訴你們，你們總是不信。”沒有信心的猶太人並沒有留意保羅的話，正如他們不相信耶穌説耶路撒冷行將遭受毁滅的警告一般；公元70年羅馬軍隊摧毁耶路撒冷時，他們就不得不面對缺乏信心的後果了。
今日也一樣，哈巴谷的預言鼓勵基督徒在這個暴力充斥的世界裏保持堅强的信心。這本書幫助他們教導别人和回答普世各地的人都一致提出的問題，上帝會對惡人施行報應嗎？請再次留意預言提出保證説：“要繼續等候；因為必然臨到，不再遲延。”（哈巴谷书2:3）不論地上有什麼動亂發生，王國繼承者的受膏餘民都將哈巴谷論及耶和華在以往採取報應行動的話謹記在心：“祢出來要拯救你的百姓，拯救祢的受膏者。”（哈巴谷书3:13）耶和華的確是他們的“聖者”，是“亙古而有”的。祂是“磐石”；祂必責備不義的人，賜生命給蒙祂眷愛的人。一切愛好公義的人都可以為祂的王國和至高統治權而歡欣鼓舞，説：“我要因耶和華歡欣，因救我的上帝喜樂。主耶和華是我的力量。”

## 参看
- 小先知书
- 俄巴底亚书
- 耶利米书
- 使徒行传
- 旧约圣经
- 圣经

## 閱讀聖經
- 哈巴谷書-和合本（页面存档备份，存于）
- 哈巴谷書-和合本修訂版（页面存档备份，存于）
- 哈巴谷書
- 哈巴谷书